# (767) Bondia
(767) Bondia es un asteroide que forma parte del cinturón de asteroides y fue descubierto el 23 de septiembre de 1913 por Joel Hastings Metcalf desde Winchester, Estados Unidos.

## Designación y nombre
Bondia recibió al principio la designación de 1913 SX.
Más tarde, se nombró en honor de los astrónomos estadounidenses William Cranch Bond (1789-1859) y George Phillips Bond (1825-1865).

## Características orbitales
Bondia está situado a una distancia media del Sol de 3,133 ua, pudiendo acercarse hasta 2,577 ua. Tiene una inclinación orbital de 2,413° y una excentricidad de 0,1772. Emplea 2025 días en completar una órbita alrededor del Sol. Pertenece a la familia asteroidal de Temis.